# 삼성 이북 SNE-60
삼성 이북 SNE-60(Samsung eBook SNE-60)과 삼성 이북 SNE-60K(Samsung eBook SNE-60K)는 삼성전자에서 2010년 2월 8일에 출시한 전자책이다.

## 두 모델의 차이
SNE-60은 삼성전자에서 유통하는 모델이고, SNE-60K는 교보문고에서 유통하는 모델이다.